# Distrito de Pilcomayo
El distrito de Pilcomayo es uno de los veintiocho que conforman la provincia de Huancayo, ubicada en el Departamento de Junín, bajo la administración del Gobierno Regional de Junín, en el Perú. Limita por el norte con el Distrito de Sicaya; por el este con el Distrito de El Tambo; por el oeste con el Distrito de Chupaca; y, por el sur con el Distrito de Huamancaca Chico.
Desde el punto de vista jerárquico de la Iglesia católica forma parte de la arquidiócesis de Huancayo.

## Historia
El distrito fue creado mediante Ley N.º 9963 del 15 de septiembre de 1944, durante el gobierno de Manuel Prado Ugarteche.

## Geografía
EL territorio del distrito abarca una superficie de 20,5 km² y está atravesado por el Afluente Cunas y el Río Mantaro, en pleno Valle del Mantaro, tiene una altitud de 3 225 metros sobre el nivel del mar.

## Capital
En el distrito se encuentra el pueblo de Pilcomayo, capital del distrito.

## Población
Con una población de 20055 habitantes mayoritariamente joven (55 %) en el año 2017 según INEI, de acuerdo al censo nacional IX de Población y IV de Vivienda.
El distrito parte del cual es residencial también es eminentemente agrícola, comercial y turístico.

## Clima y agricultura
Su clima es templado, seco con días de intenso calor envuelto con un cielo azul, y contrariamente con noches frías entre los meses de abril a septiembre.
Con vientos en el mes de agosto, y la época de lluvias es de octubre a marzo, lo cual se aprovecha para la agricultura con sembríos de maíz, papas, frijoles, arvejas habas, y linaza, así como una variedad de hortalizas, entre otros productos.

## Turismo y comercio
Pilcomayo, un pueblo de la sierra central, situada en la parte del sur Valle del Mantaro, es un ciudad próspera desarrollando sus actividades mayoritariamente enfocadas al agro y a la artesanía en general, siendo acogedor para los turistas.

## Autoridades

### Municipales
Autoridades de Pilcomayo
- 2023 - 2026 
  - Alcalde: NINAHUANCA PARIONA BRAYAN ALFREDO.
  - Regidores:

  1. GONZALES ZUÑIGA LUIS ARNALDO
  2. UCEDA GARCIA EDGAR
  3. HUACHO MEZA MARY CRUZ TEODOSIA
  4. TORO CANCHARI ANA BERTHA
  5. MUERAS CRISOSTOMO JULIO

Alcaldes anteriores
- 2019 - 2022[3]
  - Alcalde: Jorge Luis Muñoz Laurente, del Movimiento Político Regional Perú Libre.
  - Regidores:

  1. Eleni Maik Sullca Salazar (Movimiento Político Regional Perú Libre)
  2. Fleming Ambrosio Hormaza (Movimiento Político Regional Perú Libre)
  3. Andrés Lazo Ambrosio (Movimiento Político Regional Perú Libre)
  4. Elizabeth Marina de la Calle Castañeda (Movimiento Político Regional Perú Libre)
  5. Edith Quispe Acosta (Movimiento Regional Sierra y Selva Contigo Junín)

- 2015-2018:[4] Richard Yovane Bendezú Mendoza, Movimiento Junín Sostenible con su Gente (JSG).
- 2011-2014:[5] Jorge Luis Muñoz Laurente, del Movimiento político regional Perú Libre (PL).
- 2007-2010: Jorge Baldeón Gutarra.

### Policiales
- Comisaría 
  - Comisario: Sgto. PNP

## Festividades
- Celebra la fiesta de las cruces en el mes de mayo